# Cerro de las Flores, Acula
Cerro de las Flores är en ort i Mexiko.   Den ligger i kommunen Acula och delstaten Veracruz, i den sydöstra delen av landet, 400 km öster om huvudstaden Mexico City. Cerro de las Flores ligger 8 meter över havet och antalet invånare är 437.
Terrängen runt Cerro de las Flores är mycket platt. Runt Cerro de las Flores är det ganska glesbefolkat, med 45 invånare per kvadratkilometer. Närmaste större samhälle är Cosamaloapan de Carpio, 14,2 km söder om Cerro de las Flores. Trakten runt Cerro de las Flores består till största delen av jordbruksmark.